# シャンメリー
シャンメリー（chammerry）は『全国シャンメリー協同組合』傘下の企業が製造販売する「シャンパン風密栓炭酸飲料」飲料の名称である。開栓時に音が出るよう作られた、ノンアルコール（アルコール分1%未満）の炭酸飲料である。日本独特の飲料であり、日本に於けるクリスマスパーティーの定番となっている。年間の生産量はおよそ1,500万本（2000年）。業界の慣習により大手飲料メーカーは生産しておらず、中小のメーカーが製造を手掛けている。
綴りは「chanmery」とする場合がある。

## 名称
「シャンメリー」は全国シャンメリー協同組合の登録商標（日本第1208094号）である。シャンパンの「シャン」とメリークリスマスの「メリー」を語源としている。

## 容器

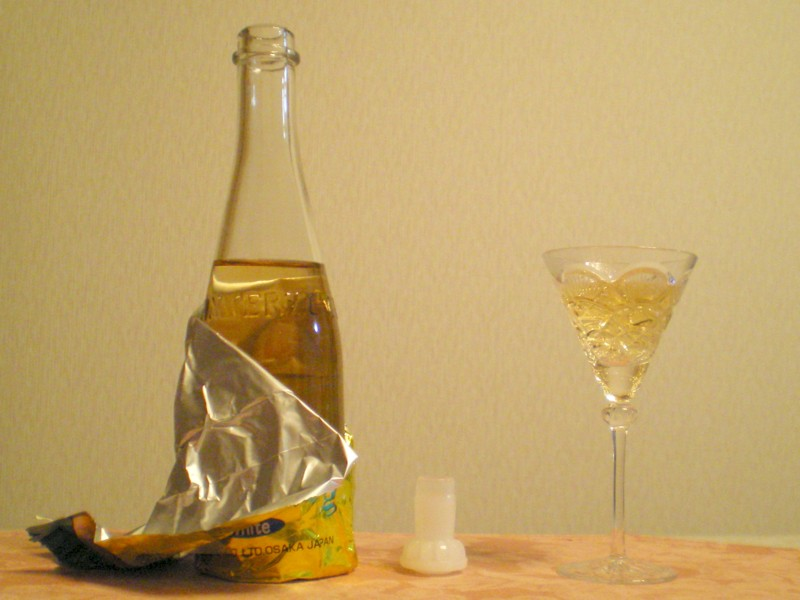
シャンメリー（ホワイトタイプ）

容器として、ワインボトルに似た形のガラス瓶が使われている。容量は360mlだが、2007年（平成19年）より各社が投入した「シャンセーヌ」では600mlの大型ボトルが使用されている。栓には真上に押し上げて開けるタイプのものと、スクリューキャップ式のものがあるが、いずれも開栓時に「ポン」という音が出るようになっている。

## 原料
糖類、酸味料などを混ぜて作られる。メーカーや銘柄によって
- ワイン
- ブドウなどの果汁

といった原料の使用、不使用が異なっており、
- ホワイト
- レッド
- ゴールド
- ロゼ
- 巨峰（ぶどう）
- ピーチ
- いちごミルク
- カレー風味
- ドリアン

など様々な味のシャンメリーが存在する（2009年2月時点）。

## 歴史
1947年（昭和22年）、東京の飲料業者が、進駐軍で飲まれていたシャンパンをヒントにシャンメリーを開発した。当初は「ソフトシャンパン」と呼ばれ、キャバレーなどの料飲店を中心に出荷されていた高級品であった。後に多くの中小飲料メーカーがソフトシャンパンの製造に参入し、昭和30年代には乱売合戦が起きるまでになった。粗悪品も横行したことから、市場の適正化などを目指して全国ソフトシャンパン協会（後の全国シャンメリー協同組合）が結成された。
1966年（昭和41年）、フランス大使館が日本外務省に対し、シャンパーニュ産発泡ワイン以外の商品に「シャンパン」の表示をさせないよう申し入れた（虚偽の又は誤認を生じさせる原産地表示の防止に関するマドリッド協定に基づくもの）。1972年（昭和47年）、全国ソフトシャンパン協同組合が「シャンメリー」の商標登録を出願し、翌1973年（昭和48年）からソフトシャンパンはシャンメリーに改称された。
1977年（昭和52年）、全国清涼飲料協同組合連合会と全国清涼飲料工業組合連合会が分野調整法を背景に、ラムネ等とともにシャンメリーを中小企業の生産分野品種とすることを宣言。これにより大企業はシャンメリー製造に参入しにくくなった。
例年のクリスマスシーズンにはスーパーマーケットやコンビニエンスストアなどで、テレビアニメのキャラクターをパッケージに採用したシャンメリーが販売されている。

## 主な製造メーカー（全国シャンメリー協同組合）
- ハタ鉱泉（大阪府）
- トンボ飲料（富山県）
- 木村飲料（静岡県）
- トレボン食品[6]
- 斎藤飲料工業（広島県）[7]
- コダマ飲料（東京都）[8]
- 寿屋清涼食品（大阪府）[9]

## 参考資料
- 『日本食糧新聞』2000年10月20日
- 「清涼飲料の50年」社団法人全国清涼飲料工業会、2005年